# Rua Bela Cintra
Rua Bela Cintra é uma importante via situada na cidade de São Paulo, capital do estado de São Paulo.

## História
Em 1880, Mariano Antonio Vieira (1826-1901) comprou essas terras e junto com outros açorianos começou a viver lá. No ano seguinte, seu sogro, José Paim Pamplona resolveu fazer uma capela (que atualmente é a igreja localizada na Rua Frei Caneca, 1047) em homenagem ao Divino Espírito Santo de Bella Cintra, pois o local lhe lembrava muito sua cidade natal Sintra (na grafia moderna) que fica próxima a Lisboa.

## Localização
Está localizada no distrito Consolação, tendo inicio na rua Dona Antônia de Queirós e terminando junto à rua Estados Unidos. Abrange o bairro de Cerqueira César nos distritos da Consolação e Jardim Paulista.
Abriga edifícios residenciais em sua maioria, flats, hotéis, restaurantes, lanchonetes, confeitarias, floriculturas e um comércio variado de lojas finas de vestuário, acessórios de moda e decoração, dentre outras especialidades, em toda sua abrangências. Conta nas imediações com o serviço da Estação Paulista da Linha 4-Amarela do Metrô de São Paulo.          